# Sue Barker
Susan (Sue) Barker (Paignton, Engeland, 19 april 1956) is een voormalig tennisspeelster uit Engeland.

## Loopbaan
Barkers tenniscarrière begon in 1974 met het winnen van haar eerste enkelspeltoernooi op de Rothmans Surrey Grass Court Championships in Surbiton – in de finale versloeg zij landgenote Sue Mappin in twee sets. Het hoogtepunt van haar carrière was in 1976 met het winnen van Roland Garros. In tien achtereenvolgende jaren (1974–1983) nam zij deel aan het Britse Wightman Cup-team.
Na haar actieve tenniscarrière is ze sportcommentator voor de BBC geworden. Van 1997 tot 2021 presenteerde zij de populaire sportquiz A Question of Sport.

## Resultaten grandslamtoernooien
| Legenda | Legenda                          |
| ------- | -------------------------------- |
| g.t.    | geen toernooi gehouden           |
| l.c.    | lagere categorie                 |
| –       | niet deelgenomen                 |
| G       | uitgeschakeld in de groepsfase   |
| 1R      | uitgeschakeld in de eerste ronde |
| 2R      | uitgeschakeld in de tweede ronde |
| 3R      | uitgeschakeld in de derde ronde  |
| 4R      | uitgeschakeld in de vierde ronde |
| KF      | uitgeschakeld in de kwartfinale  |
| HF      | uitgeschakeld in de halve finale |
| F       | de finale verloren               |
| W       | het toernooi gewonnen            |
| w-v     | winst/verlies-balans             |

### Enkelspel
| Toernooi        | 1973 | 1974 | 1975 | 1976 | 1977 | 1977 | 1978 | 1979 | 1980 | 1981 | 1982 | 1983 | 1984 |
| --------------- | ---- | ---- | ---- | ---- | ---- | ---- | ---- | ---- | ---- | ---- | ---- | ---- | ---- |
| Australian Open | –    | 3R   | HF   | 2R   | –    | HF   | KF   | –    | 3R   | 3R   | 1R   | –    | –    |
| Roland Garros   | –    | –    | 3R   | W    | –    | –    | –    | 2R   | –    | 1R   | –    | –    | 1R   |
| Wimbledon       | 2R   | 1R   | 3R   | KF   | HF   | HF   | 4R   | 1R   | 2R   | 3R   | 1R   | 1R   | 2R   |
| US Open         | –    | –    | 2R   | 4R   | 3R   | 3R   | –    | 2R   | –    | 2R   | –    | –    | 1R   |

### Vrouwendubbelspel
| Toernooi        | 1974 | 1975 | 1976 | 1977 | 1977 | 1978 | 1979 | 1980 | 1981 | 1982 | 1983 | 1984 |
| --------------- | ---- | ---- | ---- | ---- | ---- | ---- | ---- | ---- | ---- | ---- | ---- | ---- |
| Australian Open | KF   | KF   | KF   | –    | 1R   | 1R   | –    | HF   | HF   | 1R   | –    | 1R   |
| Roland Garros   | –    | KF   | 2R   | –    | –    | –    | –    | –    | –    | –    | –    | 2R   |
| Wimbledon       | 2R   | KF   | 1R   | 3R   | 3R   | HF   | KF   | KF   | HF   | 2R   | 1R   | –    |
| US Open         | –    | KF   | KF   | –    | –    | –    | 1R   | –    | –    | –    | –    | 1R   |

### Gemengd dubbelspel
| Australian Open | –  | –  | –  | –  |
| Roland Garros   | HF | –  | –  | –  |
| Wimbledon       | –  | 1R | 3R | 2R |
| US Open         | –  | –  | –  | –  |

## Palmares
| Legenda                |
| ---------------------- |
| Grandslamtoernooi      |
| Olympische Spelen      |
| Year-End Championships |
| Tier I                 |
| Tier II                |
| Tier III               |
| Tier IV & V            |

### WTA-finaleplaatsen enkelspel
| nr.              | finale     | toernooi          | ondergrond | tegenstandster      | score         |         |
| ---------------- | ---------- | ----------------- | ---------- | ------------------- | ------------- | ------- |
| gewonnen finales |            |                   |            |                     |               |         |
| 1.               | 1974-06-01 | WTA Surbiton      | gras       | Sue Mappin          | 6-2, 7-5      | details |
| 2.               | 1974-07-14 | WTA Båstad        | gravel     | Marijke Jansen      | 6-1, 7-5      | details |
| 3.               | 1975-07-13 | WTA Båstad        | gravel     | Helga Masthoff      | 6-4, 6-0      | details |
| 4.               | 1975-07-20 | WTA Kitzbühel     | gravel     | Pam Teeguarden      | 6-4, 6-4      | details |
| 5.               | 1975-12-07 | WTA Adelaide      | gras       | Helga Masthoff      | 6-2, 6-1      | details |
| 6.               | 1976-01-11 | WTA Auckland      | gras       | Helga Masthoff      | 6-5           | details |
| 7.               | 1976-05-23 | WTA Hamburg       | gravel     | Renáta Tomanová     | 6-3, 6-1      | details |
| 8.               | 1976-06-13 | Roland Garros     | gravel     | Renáta Tomanová     | 6-2, 0-6, 6-2 | details |
| 9.               | 1977-03-06 | WTA San Francisco | tapijt (i) | Virginia Wade       | 6-3, 6-4      | details |
| 10.              | 1977-03-13 | WTA Dallas        | tapijt (i) | Terry Holladay      | 6-1, 7-6      | details |
| 11.              | 1978-11-26 | WTA Brisbane      | gras       | Chris O'Neil        | 6-1, 6-3      | details |
| 12.              | 1979-06-09 | WTA Manchester    | gras       | Anne Hobbs          | 7-5, 4-6, 6-0 | details |
| 13.              | 1979-09-16 | WTA Pittsburgh    |            | Renée Richards      | 6-3, 6-1      | details |
| 14.              | 1979-12-09 | WTA Sydney        | gras       | Rosalyn Fairbank    | 6-0, 7-5      | details |
| 15.              | 1981-10-25 | WTA Brighton      | tapijt (i) | Mima Jaušovec       | 4-6, 6-1, 6-1 | details |
| verloren finales |            |                   |            |                     |               |         |
| 1.               | 1974-06-08 | WTA Chichester    | gras       | Paulina Peisachov   | 2-6, 2-6      | details |
| 2.               | 1975-11-09 | WTA Parijs        | tapijt (i) | Virginia Wade       | 1-6, 7-6, 7-9 | details |
| 3.               | 1975-12-21 | WTA Sydney        | gras       | Evonne Goolagong    | 2-6, 4-6      | details |
| 4.               | 1976-05-16 | WTA Bournemouth   | gravel     | Helga Masthoff      | 7-5, 3-6, 2-6 | details |
| 5.               | 1976-11-28 | WTA Tokio         | tapijt (i) | Chris Evert         | 2-6, 6-7      | details |
| 6.               | 1976-12-12 | WTA Melbourne     | gras       | Margaret Court      | 2-6, 2-6      | details |
| 7.               | 1977-01-23 | WTA Houston       | tapijt (i) | Martina Navrátilová | 6-7, 5-7      | details |
| 8.               | 1977-01-30 | WTA Minneapolis   | tapijt (i) | Martina Navrátilová | 0-6, 1-6      | details |
| 9.               | 1977-02-27 | WTA Detroit       | tapijt (i) | Martina Navrátilová | 4-6, 4-6      | details |
| 10.              | 1977-03-27 | WTA Championships | tapijt (i) | Chris Evert         | 6-2, 1-6, 1-6 | details |
| 11.              | 1977-12-17 | WTA Sydney        | gras       | Evonne Goolagong    | 2-6, 3-6      | details |
| 12.              | 1979-03-18 | WTA Boston        | tapijt (i) | Dianne Fromholtz    | 2-6, 6-7      | details |
| 13.              | 1979-04-02 | WTA Carlsbad      | hardcourt  | Kerry Reid          | 6-7, 6-3, 2-6 | details |
| 14.              | 1979-06-16 | WTA Chichester    | gras       | Evonne Goolagong    | 1-6, 4-6      | details |
| 15.              | 1980-12-14 | WTA Adelaide      | gras       | Hana Mandlíková     | 2-6, 4-6      | details |
| 16.              | 1981-08-16 | WTA Richmond      | tapijt (i) | Mary-Lou Piatek     | 4-6, 1-6      | details |